# Aggregatibacter
Genre
Aggregatibacter est un genre de bactéries gram négatives de la famille des Pasteurellaceae.

## Description
Les Aggregatibacter sont des bactéries gram negatives, non mobiles et anaérobies facultatives. Elles se présentent sous la forme de bacilles ou de coccobacilles.

## Liste des espèces
Selon LPSN (24 septembre 2023), il existe 4 espèces dans ce genre bactérien :
- Aggregatibacter actinomycetemcomitans (Klinger 1912) Nørskov-Lauritsen & Kilian 2006
- Aggregatibacter aphrophilus (Khairat 1940) Nørskov-Lauritsen & Kilian 2006
- Aggregatibacter kilianii Murra et al. 2019
- Aggregatibacter segnis (Kilian 1977) Nørskov-Lauritsen & Kilian 2006

## Taxonomie
Le nom correct complet (avec auteur) de ce taxon est Aggregatibacter Nørskov-Lauritsen & Kilian 2006.
L'espèce type est : Aggregatibacter actinomycetemcomitans (Klinger 1912) Nørskov-Lauritsen & Kilian 2006.

### Étymologie
L'étymologie de ce genre porvient de sa capacité à s’agréger avec les autres bactéries et est la suivante : Ag.gre.ga.ti.bac.ter. L. inf. v. aggregare, arriver ensemble, s’agréger; N.L. masc. n. bacter, bacille; N.L. masc. n. Aggregatibacter, une bactérie en forme de bacille qui s'agrège avec les autres,.